# Apseudes tenuipes
Apseudes tenuipes är en kräftdjursart som beskrevs av Bascescu 1961. Apseudes tenuipes ingår i släktet Apseudes och familjen Apseudidae. Inga underarter finns listade i Catalogue of Life.